# الكنيسة الرومية السلوفاكية الكاثوليكية
قالب:Eastern Catholicism
الكنيسة الكاثوليكية اليونانية السلوفاكية (السلوفاكية: Gréckokatolícka cirkev na Slovensku، «الكنيسة اليونانية الكاثوليكية في سلوفاكيا»؛ (باللاتينية: Ecclesia Graeco Catholica Slovacica)‏، أو الكنيسة السلوفاكية البيزنطية الكاثوليكية، هي كنيسة حضرية خاصة وشرقية خاصة في اتحاد كامل مع الكنيسة الكاثوليكية. طقوسها الليتورجية هي الطقس البيزنطي. ذكرت صحيفة أوسرفاتوري رومانو في 31 يناير/ كانون الثاني 2008 أنه في سلوفاكيا وحدها كان بها حوالي 350 ألف مؤمن و 374 كاهنًا و 254 رعية. بالإضافة إلى ذلك، أعطت أنيواريو بونتيفشيو لعام 2012 أبرشيتها الكندية للقديسين سيريل وميثوديوس من تورنتو على أنها تضم 2000 مؤمن و 4 كهنة و 5 رعايا. الكنيسة اليونانية الكاثوليكية السلوفاكية في شراكة كاملة مع الكرسي الرسولي.

## تاريخ
منذ القبول بالإجماع لاتحاد أوزهورود على المنطقة التي تضم شرق سلوفاكيا الحالية في عام 1646، كان تاريخ الكنيسة الكاثوليكية اليونانية السلوفاكية متشابكًا مع تاريخ الكنيسة الكاثوليكية اليونانية الروثينية على مدى عدة قرون. في نهاية الحرب العالمية الأولى، وقد شملت معظم اليونانية الروثينيين الكاثوليكية والسلوفاك داخل أراضي تشيكوسلوفاكيا، من بينهم اثنان من الأبرشيات، بريشوف و موكازيفو. أُزيلت أبرشية بريشوف، التي أُنشئت في 22 سبتمبر 1818، في عام 1937 من ولاية الرئيس الهنغاري وخضعت مباشرةً للكرسي الرسولي، في حين تم تشكيل 21 أبرشية لأبرشية بريشوف التي كانت في المجر في إكسرخسية جديدة من ميسكولك.
بعد الحرب العالمية الثانية، ضمت أبرشية موكازيفو في ترانسكارباثيا من قبل الاتحاد السوفيتي، وبالتالي ضمت أبرشية بريشوف جميع الكاثوليك اليونانيين الذين بقوا في تشيكوسلوفاكيا. بعد أن استولى الشيوعيون على البلاد في أبريل 1950، عقد «سينودس» في بريشوف، حيث وقع خمسة قساوسة وعدد من الأشخاص العاديين وثيقة تعلن حل الاتحاد مع روما ويطلبون أن يقبلوا في اختصاص بطريركية موسكو، في وقت لاحق الكنيسة الأرثوذكسية لتشيكوسلوفاكيا. أسقف الروم الكاثوليك الطوباوي بافيل بيترو غوجديتش من بريشوف مع مساعده، المبارك باسل هوبكو، تم سجنهم وتوفي المطران غوجديتش في السجن عام 1960.
خلال ربيع براغ عام 1968، سُمح للأبرشيات اليونانية الكاثوليكية السابقة باستعادة الشركة مع روما. من بين 292 أبرشية معنية، صوتت 205 لصالح القرار. كان هذا أحد الإصلاحات القليلة التي أجراها دوبتشيك والتي نجت من الغزو السوفيتي في نفس العام. ومع ذلك، ظلت معظم مباني كنيستهم في أيدي الكنيسة الأرثوذكسية.
بعد الإطاحة بالشيوعية في ثورة 1989 المخملية، أعيدت ممتلكات الكنيسة تدريجياً إلى الكنيسة الكاثوليكية اليونانية السلوفاكية. اكتملت هذه العملية تقريبًا بحلول عام 1993، العام الذي أعقب تفكك تشيكوسلوفاكيا في جمهورية التشيك وسلوفاكيا. بالنسبة للكاثوليك اليونانيين في جمهورية التشيك، تم إنشاء نيابة رسولية منفصلة، وتم ترقيتها في عام 1996 إلى إكسرخسية، وبالتالي شكلت اكسارشيت الرسولي في جمهورية التشيك (التي تعتبر الآن جزءًا من الكنيسة الكاثوليكية الروثينية)؛ أشارت انيوارك بونتيفكيو لعام 2007 إلى أنها نمت في ذلك الوقت لتضم 177704 مؤمنًا و 37 كاهنًا و 25 رعية.
في سلوفاكيا نفسها، البابا يوحنا بولس الثاني إنشاء الرسولية إكسرخسية من كوشيتسه في عام 1997. رفع البابا بنديكتوس السادس عشر هذا إلى مستوى الأبرشية في 30 يناير 2008 وفي نفس الوقت أقام الطقوس البيزنطية الجديدة أبرشية براتيسلافا. كما قام برفع بريشوف إلى مستوى كرسي حضري، يشكل الكنيسة الكاثوليكية اليونانية السلوفاكية ككنيسة فريدة من نوعها.

## بنية
سلوفاكيا:

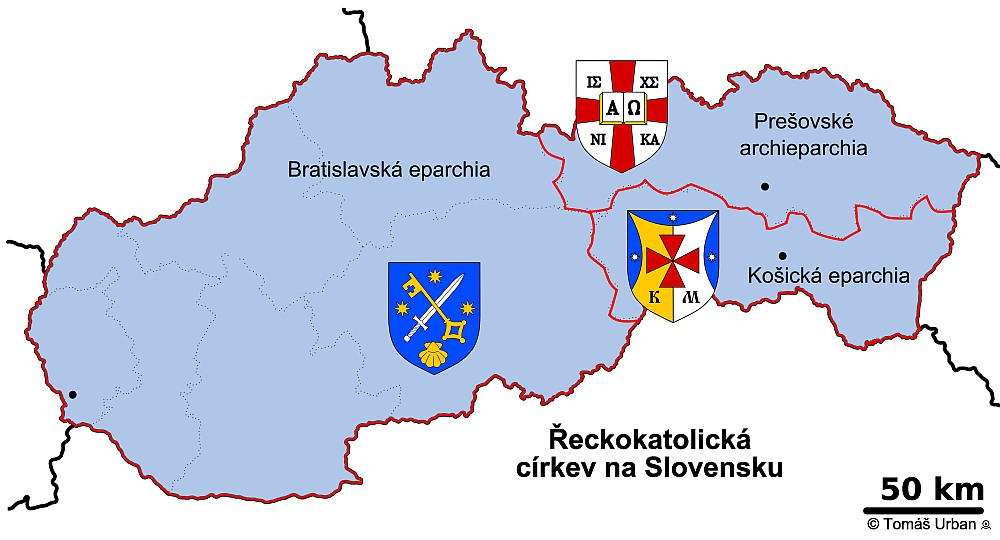
أبرشيات في سلوفاكيا

- آرتشيباشي بريزوف مع الاقتراع التاليين:
  - أبرشية براتيسلافا
  - أبرشية كوشيتسه

كندا:
- أبرشية القديسين سيريل وميثوديوس في تورنتو

## خارج البلاد
في الولايات المتحدة، لا يختلف الروم الكاثوليك السلوفاكيين عن الروثينيين. ومع ذلك، لديهم أبرشية في كندا، أبرشية القديسين سيريل وميثوديوس في تورنتو.